# Spider One
Michael David Cummings (nascut le 25 d'agost de 1968), més conegut com a Spider One, és un cantant, compositor, productor discogràfic i director nord-americà. És el fundador i únic membre constant de la banda de rock Powerman 5000. És el germà petit del músic i cineasta Rob Zombie.

## Primers anys
Spider One va néixer Michael David Cummings a Haverhill (Massachusetts), el segon de dos fills. El seu germà gran, Robert Bartleh Cummings, és més conegut com el músic i director de cinema Rob Zombie. Contràriament a la creença popular, Spider One ha afirmat que mai hi ha hagut una rivalitat entre ell i el seu germà, ni personalment ni musicalment. El 1991, va abandonar l'escola d'art, va comprar un estudi domèstic barat de quatre pistes i una caixa de tambors i va gravar Much Evil amb el productor Lamar Lowder. A partir de l'èxit local, va néixer la banda Powerman 5000 de Spider One.

## Carrera
Cummings va crear la sèrie de terror/comèdia negra fals documental Death Valley, que es va emetre a MTV durant una temporada el 2011. HÉs el propietari de Megatronic Records.

## Estil
S'ha informat que les influències de Spider One inclouen Kurt Cobain, Philip Anselmo, Chris Cornell, Sebastian Bach, Tom Araya, Dave Mustaine, Anthony Kiedis, Jonathan Davis, Jon Bon Jovi, Eddie Vedder, Vince Neil, James Hetfield, Joey Tempest i Axl Rose.
L'estil vocal de Spider One normalment es basa en paraula parlada o cant.

## Discografia
- True Force (1994)
- The Blood-Splat Rating System (1995)
- Mega!! Kung Fu Radio (1997)
- Tonight the Stars Revolt! (1999)
- Anyone for Doomsday? (2001)
- Transform (2003)
- Destroy What You Enjoy (2006)
- Somewhere on the Other Side of Nowhere (2009)
- Copies, Clones & Replicants (2011)
- Builders of the Future (2014)
- New Wave (2017)
- The Noble Rot (2020)
- Abandon Ship (2024)

## Filmografia
| Any  | Títol                | Paper              | Notes                                      |
| ---- | -------------------- | ------------------ | ------------------------------------------ |
| 1996 | Beverly Hills, 90210 | Ell mateix         | Temporada 6, episodi 27 ("Strike a Match") |
| 2011 | Death Valley         | Productor/Concepte | 12 episodis                                |
| 2022 | Allegoria            | Director/guionista | Pel·lícula                                 |
| 2023 | Bury the Bride       | Director/guionista | Pel·lícula                                 |
| 2024 | Little Bites         | Director/guionista | Pel·lícula                                 |